# Solid Edge
A Solid Edge egy 3D-s CAD/CAM/CAE tervező szoftver az általános gépipar számára. A szoftver futtatása Microsoft Windows operációs rendszereken támogatott. Eredetileg az Intergraph kezdte el fejleszteni ACIS alapokon, majd a UGS Corporation 1998-as felvásárlása után Parasolid geometriai magra épül a szoftver. A piaci átalakulásoknak köszönhetően a Solid Edge 2007-től a Siemens PLM Software terméke.

## Történelem
- A Solid Edge első verziója (V1) 1995-ben lett kiadva.
- 1997 októberében a Lemezalkatrész, mint külön környezete jelent meg a V3.5-ös verzióban.
- Az 1998-ban megjelent V5-ös verzióban az ACIS geometriai kernelt a Parasolid váltotta.
- A Solid Edge V17-es verziójában a Direct Editing (Közvetlen módosítás) eszköztárral importált geometriák szerkesztésére nyílik lehetőség modelltörténet nélkül (2005).
- 2008-ban megjelent a szoftverben a Szinkronmodellezési technológia, amely modelltörténet nélküli, alakelemeken alapuló, parametrikus modellezést tesz lehetővé.

## Technológiai alapok
A Solid Edge is különböző szoftverkomponensekre épül, amelyek a Siemens PLM Software tulajdonát képezik:
- Parasolid geometriai mag[1]
- D-Cubed 2D-s és 3D-s kényszermegoldó[2]
- Szinkronmodellezési technológia[3]

## Solid Edge modellezési technológiák

### Hagyományos modellezés
A Solid Edge a kezdetektől fogva lehetővé teszi a felhasználónak a modelltörténeten alapuló, alaksajátosságokkal rendelkező, parametrikus modellezést. Ez ugyanakkor hibrid megoldás is, mert egy alkatrészen egyszerre használhatóak a szilárdtestmodellezés és a felületmodellezés eszközei. Az alaksajátosságok (kihúzás, kivágás, stb.) létrehozását általában megelőzi egy vázlat, amely az alaksajátosságok alapjául szolgál. A vázlat módosítása fog visszahatni a testre, ami egyben az alaksajátosságok hierarchikus kapcsolatát jelenti, amit a modelltörténet testesít meg. A modelltörténet elején lévő alaksajátosság szerkesztése az őt követő elemek újraszámítását eredményezi.
Sajátosságok:
- Minden módosítható
- Paraméterek vezérlik
- Tervező látásmódját tükrözi

Hátrány:
- Módosításhoz a modell ismerete kell
- A történetben szereplő minden alaksajátosságot ismerni, értelmezni kell
- Történet elején módosult elemek az egész újraszámolását igényli
- Széteső modellek

### Szinkron modellezés
A 2008-as bemutatástól ez a technológia folyamatosan fejlődik, amely parametrikus, alakelem alapú modellezést tesz lehetővé a modelltörténet kötöttsége nélkül. A szinkronmodellezés a Parasolid geometriai kernelre és a D-Cubed-ra épül. Közvetlenül a modellel dolgozunk, a vázlat nem vezeti a modellt, így módosításkor nincs újraszámolás. A technológia intelligenciájának köszönhetően idegen modellekkel is úgy lehet dolgozni, mintha a Solid Edge-ben készült volna.
Sajátosságok:
- Vázlat nem vezeti a modellt
- Nincs modelltörténet
- Paraméterek vezérlik

Előnyök (ami a hagyományos technológia hátránya):
- Modell módosítás gyorsabb
- Multi CAD környezetben is könnyed munka
- CAD mint mindennapos eszköz mindenkinek, egyszerűségénél fogva

## Solid Edge környezetei
- Alkatrészmodellezés (test és felület)
- Lemezalkatrész modellezés
- Szerelés tervezés (beépített szabványos elemtárral)
- Műhelyrajzkészítés

## Más szakterületi alkalmazások
- Hegesztés tervezés
- Vázszerkezet tervezés
- Cső és csőhálózat tervezés
- Kábelkorbács tervezés
- Robbantott nézet, renderelés, animáció
- Fröccsszerszám és elektróda tervezés
- Digitális kinematikai szimuláció
- Végeselem (FEM) és áramlástani (CFD) analízis

## Solid Edge portfólió elemei[4]
| Mechanikai tervezés (MCAD)        | Mechanikai Tervezés+ (MCAD kiegészítők) | Szimuláció (CAE)                 | Megmunkálás (CAM)                     | Elektromos tervezés (ECAD)    | Technikai dokumentáció   | Adatkezelés                      | Felhő szolgáltatások |
| --------------------------------- | --------------------------------------- | -------------------------------- | ------------------------------------- | ----------------------------- | ------------------------ | -------------------------------- | -------------------- |
| Solid Edge Premium                | Solid Edge P&ID Design                  | Solid Edge Premium               | Solid Edge CAM Pro Foundation         | Solid Edge Electrical Routing | Solid Edge Illustration  | Solid Edge beépített adatkezelés | Teamcenter Share     |
| Solid Edge Classic                | Solid Edge Piping Design                | Solid Edge Simulation - Standard | Solid Edge CAM Pro Total Machining    | Solid Edge Wiring Design      | Solid Edge 3D Publishing | Solid Edge Teamcenter integráció | Teamcenter Connector |
| Solid Edge Foundation             | Solid Edge Model Based Definition       | Solid Edge Simulation - Advanced | Solid Edge CAM Pro5 Axis Miling       | Solid Edge Harness Design     |                          |                                  |                      |
| Solid Edge Design & Drafting      | Solid Edge Generative Design Pro        | Simcenter FLOEFD for Solid Edge  | Solid Edge 2D Nesting (táblakiosztás) | Solid Edge PCB Collaboration  |                          |                                  |                      |
| Solid Edge 2D Drafting (ingyenes) |                                         |                                  |                                       |                               |                          |                                  |                      |

## Kiadásai

### Solid Edge oktatási verziók[5]
Oktatási intézményeknek elérhető verzió a Solid Edge Academic Edition, mely a következő szoftvereket tartalmazza:
- Solid Edge Premium
- Solid Edge Generative Design Pro
- Solid Edge Simulation Advanced
- Simcenter FLOEFD for Solid Edge
- Solid Edge CAM Pro 5 Axis Mill
- Solid Edge Wiring & Harness Design
- Solid Edge MBD
- Solid Edge P&ID Design
- Solid Edge Piping Design
- Solid Edge 3D Publishing

Diákoknak, hallgatóknak és az őket tanító oktatóknak otthoni használatra elérhető verzió a Solid Edge Student Edition, mely a Solid Edge Premium ipari verzió tudásával egyenértékű oktatási verzió.

### Solid Edge hobbi verzió[6]
- Solid Edge Community Edition (Solid Edge Premium ipari verzió tudásával egyenértékű változat, otthoni felhasználásra)

### Solid Edge (MCAD) ingyenes ipari verziók
- Solid Edge 2D Free (DXF-ek és DWG-k szerkesztéséhez)[7]
- Solid Edge Premium (30 napos próbaverzió)[8]
- Solid Edge Startup verzió[9]
- Solid Edge Frissdiplomás verzió[10]

## Eddig megjelent verziók és megjelenés dátuma[11]
| UGS verziók "V" korszak      | Siemens verziók "ST" korszak  | Siemens verziók "évszámos" korszak |
| ---------------------------- | ----------------------------- | ---------------------------------- |
| Solid Edge V1 - 1995.05.09.  | Solid Edge ST1 - 2008.10.21.  | Solid Edge 2019 - 2018.07.27.      |
| Solid Edge V2 - 1996         | Solid Edge ST2 - 2009.10.02.  | Solid Edge 2020 - 2019.07.15.      |
| Solid Edge V3 - 1996         | Solid Edge ST3 - 2010.10.13.  | Solid Edge 2021 - 2020.07.15.      |
| Solid Edge V4 - 1997         | Solid Edge ST4 - 2011.08.18.  | Solid Edge 2022 - 2021.10.06.      |
| Solid Edge V5 - 1997         | Solid Edge ST5 - 2012.07.20.  | Solid Edge 2023 - 2022.10.12.      |
| Solid Edge V6 - 1998         | Solid Edge ST6 - 2013.07.24.  | Solid Edge 2024 - 2023.10.11.      |
| Solid Edge V7 - 1999.07.14.  | Solid Edge ST7 - 2014.08.08.  |                                    |
| Solid Edge V8 - 1999.04.26.  | Solid Edge ST8 - 2015.06.05.  |                                    |
| Solid Edge V9 - 2000.12.15.  | Solid Edge ST9 - 2016.07.15.  |                                    |
| Solid Edge V10 - 2000        | Solid Edge ST10 - 2017.07.30. |                                    |
| Solid Edge V11 - 2001.01.22. |                               |                                    |
| Solid Edge V12 - 2002.07.31. |                               |                                    |
| Solid Edge V13 - 2002        |                               |                                    |
| Solid Edge V14 - 2003.03.21. |                               |                                    |
| Solid Edge V15 - 2003.12.19. |                               |                                    |
| Solid Edge V16 - 2004.08.14. |                               |                                    |
| Solid Edge V17 - 2005.05.03. |                               |                                    |
| Solid Edge V18 - 2005.12.09. |                               |                                    |
| Solid Edge V19 - 2006.05.10. |                               |                                    |
| Solid Edge V20 - 2007.04.09. |                               |                                    |